# San Leandro (Kalifornie)
San Leandro je město v okresu Alameda County ve státě Kalifornie ve Spojených státech amerických. Nachází se ve východní části San Francisco Bay Area. Sousedí s Oaklandem, Ashlandem, Castro Valley a Haywardem. 
K roku 2020 zde žilo 91 008 obyvatel. S celkovou rozlohou 40 km² byla hustota zalidnění 2 300 obyvatel na km². Území, kde se dnes město nachází, bylo osídleno již před přibližně pěti tisíci lety. Evropané na místo poprvé dorazili v roce 1772, když se na místo vypravila výprava Španělského impéria. V roce 1856 se San Leandro stalo správním městem Alameda County. 